# Ганс Ган (льотчик)
Ганс Ган (нім. Hans Hahn; нар. 14 квітня 1914, Гота — пом. 18 грудня 1982, Мюнхен) — німецький льотчик-ас винищувальної авіації, майор люфтваффе. кавалер Лицарського хреста з дубовим листям.

## Життєпис

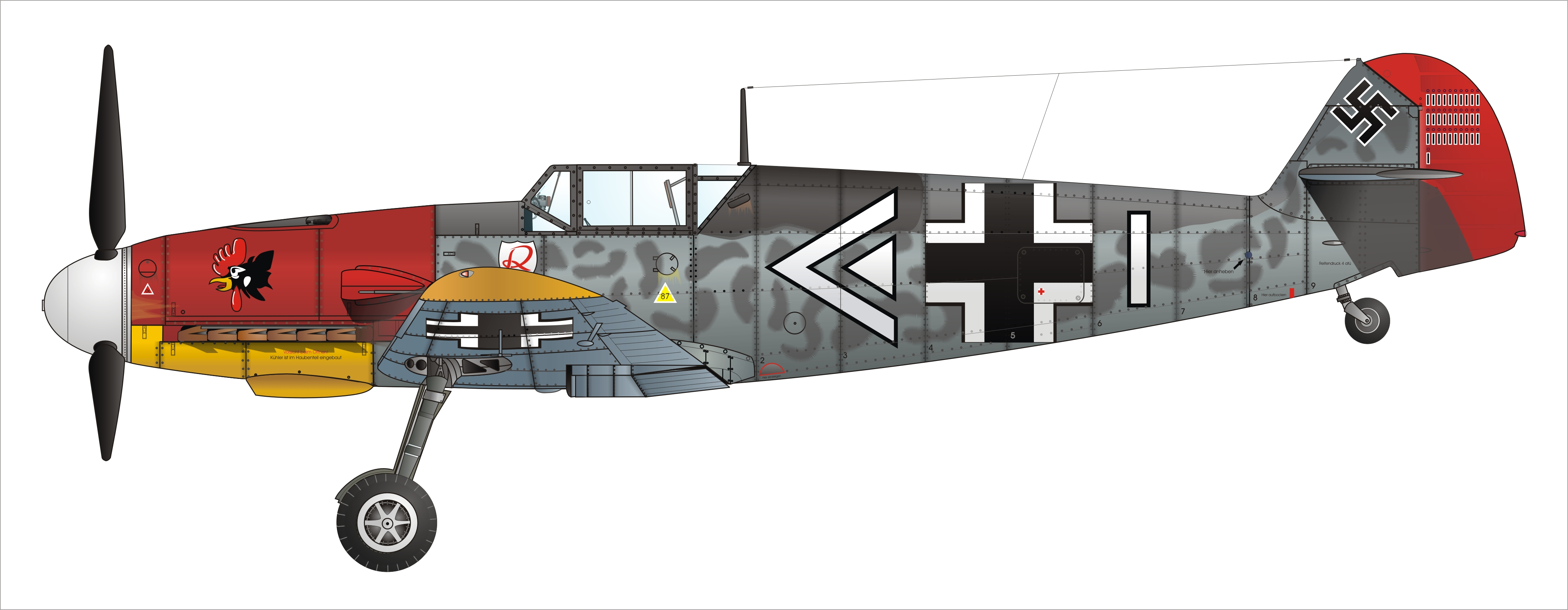
Messerschmitt Bf 109 Ганса Гана, 1941

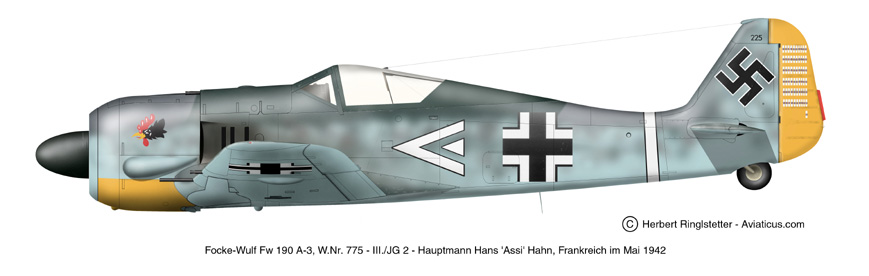
Focke-Wulf Fw 190 Ганса Гана, 1942

1 квітня 1934 року вступив в 14-й піхотний полк. В листопаді 1935 року переведений в люфтваффе. Закінчив льотної школу в Целле. 15 квітня 1936 року зарахований в 4-у ескадрилью 134-ї винищувальної ескадри. З  листопада 1937 року — інструктор і командир 1-ї ескадрильї винищувального училища у Вернойхені. 1 лютого 1939 року переведений в 1-у групу 3-ї винищувальної ескадри, а 11 жовтня 1939 року — в штабну ескадрилью 2-ї винищувальної ескадри «Ріхтгофен», з 15 грудня 1939 року — командир 4-ї ескадрильї цієї ескадри. Учасник Польської і Французької кампаній, а також битви за Британію. Свої перші 2 перемоги здобув 14 травня 1940 року у Франції. 31 серпня 1940 року протягом одного дня збив 3 «Спітфайри». З 1 жовтня 1940 року — командир 3-ї групи своєї ескадри. 13 жовтня 1941 року здобув свою 50-ту, а 4 травня 1942 року — 60-ту перемогу. 16 вересня 1942 року збив «Спітфайр», здобувши свою 68-ту і останню перемогу на Заході. З 1 листопада 1942 року — командир 2-ї групи 54-ї винищувальної ескадри. Учасник Німецько-радянської війни. 6 січня 1943 року протягом одного дня в боях над Ладозьким озером збив 8 радянських літаків, а 14 січня — 7 винищувачів Ла-5 (це були його 80-86 перемоги). 27 січня 1943 року здобув свою 100 перемогу. 21 лютого 1943 року під час бойового вильоту в літака Гана (Bf.109G-2/R6) відмовив двигун. Він здійснив вимушену посадку в районі Дем'янська і був взятий у полон радянськими військами.
Всього за час бойових дій здійснив 560 бойових вильотів і збив 108 літаків супротивника, в тому числі 40 радянських.
В полоні Ган відкрито виступив проти Національного комітету «Вільна Німеччина» і відмовився вступати в нього, незважаючи на численні погрози та тортури. 24 грудня 1949 року переданий владі ФРН і звільнений. Займав керівні посади у різних приватних компаніях, директор фірми «Wano Schwarzpulver GmbH» (Гослар), яка займалася виробництвом чорного пороху. В 1977 році вийшов на пенсію і переїхав в Південну Францію.

## Сім'я
В 1971 році одружився з Гізелою фон Фітингоф, дочкою генерал-полковника Генріха фон Фітингофа. Через рік після смерті чоловіка Гізела стала третьою дружиною Вольфганга Фалька.

## Звання
- Фанен-юнкер (1 квітня 1934)
- Фанен-юнкер-єфрейтор (травень 1934)
- Фанен-юнкер-унтерофіцер (1 грудня 1934)
- Оберфенріх (1 жовтня 1935)
- Лейтенант (1 квітня 1936)
- Оберлейтенант (1 лютого 1939)
- Гауптман (29 жовтня 1940)
- Майор (1 січня 1943)

## Нагороди
- Нагрудний знак пілота
- Медаль «За вислугу років у Вермахті» 4-го класу (4 роки) (1938)
- Залізний хрест
  - 2-го класу (30 травня 1940)
  - 1-го класу (13 червня 1940)
- Лицарський хрест Залізного хреста з дубовим листям
  - лицарський хрест (24 вересня 1940) — за 20 перемог.
  - Дубове листя (№32; 14 серпня 1941) — за 42 перемоги.
    - Перед взяттям в полон Ган сховав хрест під подвійним дном портсигара і зберіг його.
- Авіаційна планка винищувача в золоті (26 квітня 1941)
- Почесний Кубок Люфтваффе
- Нагрудний знак пілота (Італія)
- Сертифікат пошани 4-ї флотилії R-катерів (12 липня 1942)
- Німецький хрест в золоті (16 липня 1942)